# 고병재
고병재(1992년 8월 4일 ~ )는 대한민국의 스타크래프트 II 프로게이머이다. GuMiho 아이디를 사용하며, 종족은 테란. 이전에는 무작위였다.
fOu 팀 소속이었고, 2014년 fOu 해체 후 CJ 엔투스에 입단했다.
2014년 8월 31일자로 CJ 엔투스와의 계약이 만료되어 무소속 신분이 되었다.
2014년 11월 12일 Invasion eSport에 입단했다.
2015년 4월 24일 MVP 합류를 공식 발표했다. MVP 해체후 무소속으로 활동하다가 PSISTORM gaming에 입단했다.

## 경기 중 부상
2014년 6월 2일 넥슨 아레나에서 열린 SK텔레콤 스타크래프트2 프로리그 2014 4라운드 경기에 출전한 고병재는 경기 도중 갑자기 무너진 가림판(판넬)에 머리를 가격당하는 부상을 당했다. 이후 경기가 중단되었고 휴식 및 정비 후 다시 경기가 재개되었다. 고병재는 부상에도 불구하고 해당 경기에서 상대인 주성욱을 이기는 모습을 보여주었다.

## 주요 성적
스타크래프트 II : 프리미어 개인리그 우승1회, 준우승 2회.

### 스타크래프트
- 2009년 제51회 스타크래프트 준프로게이머 선발전 입상

### 스타크래프트 II
- 2010년 소니 에릭슨 스타크래프트 II OPEN Season 3 64강
- 2011년 PEPSI 글로벌 스타크래프트 II 리그 July Code A 32강
- 2011년 소니 에릭슨 글로벌 스타크래프트 II 리그 Oct. Code A 4강
- 2011년 소니 에릭슨 글로벌 스타크래프트 II 리그 Nov. Code S 16강
- 2012년 HOT6 GSL Season 1 코드 S 4강
- 2012년 HOT6 GSL Season 2 코드 S 32강/코드 A 3라운드
- 2012년 무슈제이 GSL Season 3 코드 S 32강/코드 A 3라운드
- 2012년 배틀넷 월드 챔피언쉽 시리즈 SC2 2012 한국대표 선발전 17-24th
- 2012년 HOT6 GSL Season 4 승강전 → 코드 S 32강/코드 A 3라운드
- 2012년 HOT6 GSL Season 5 코드 S 32강/코드 A 3라운드
- 2012년 IPL Tournament of Champions 4위
- 2013년 HOT6 GSL Season 1 코드 S 16강/코드 A 3라운드
- 2013년 WCS 코리아 2013 시즌 1 망고식스 글로벌 스타크래프트II 리그 Code S 16강
- 2013년 DreamHack Open: Stockholm 16강
- 2013년 제4회 인천 실내무도아시아경기대회 스타2 부문 국가대표 선발전 16강
- 2013년 2013 WCS Korea Season 1 챌린저리그 24강
- 2013년 DreamHack Open Summer 2013 16강
- 2013년 2013 WCS 코리아 시즌 2 챌린저리그 12강
- 2013년 WCG 2013 한국대표선발전 스타크래프트 ll 부문 8강
- 2013년 2013 WCS 코리아 시즌 3 조군샵 글로벌 스타크래프트 II 리그 32강
- 2013년 2013 WCS 코리아 시즌 3 챌린저리그 48강
- 2014년 2014 WCS 코리아 시즌 1 핫식스 글로벌 스타크래프트 II 리그 코드 A 48강
- 2014년 32 Boys 1 Cup 준우승
- 2014년 IEM Season IX - San Jose 8강
- 2015년 2015 글로벌 스타크래프트 II 리그 시즌 1 코드 S 32강
- 2015년 네이버 스타크래프트 II 스타리그 2015 시즌 1 16강
- 2015년 2015 DreamHack Open: Tours 준우승 (1:3 원이삭)
- 2015년 2015 스베누 글로벌 스타크래프트 II 리그 시즌 2 코드 S 16강
- 2015년 HomeStory Cup XI 4강
- 2015년 2015 DreamHack Open: Valencia 16강
- 2015년 2015 핫식스 글로벌 스타크래프트 II 리그 시즌 3 코드 S 8강
- 2016년 2016 핫식스 글로벌 스타크래프트 II 리그 시즌 1 코드 A 60강
- 2016년 Ting Open 4강
- 2016년 스타크래프트 II 스타리그 2016 시즌2 16강
- 2016년 2016 핫식스 글로벌 스타크래프트 II 리그 시즌 2 코드 S 8강
- 2017년 2017 핫식스 글로벌 스타크래프트 II 리그 시즌 1 코드 S 32강
- 2017년 IEM Season XI - World Championship 8강
- 2017년 GSL Super Tournament 시즌 1 8강
- 2017년 2017 핫식스 글로벌 스타크래프트 II 리그 시즌 2 코드 S 우승 (vs 어윤수 4:2)
- 2017년 IEM Season XII - Shanghai 16강
- 2017년 2017 핫식스 글로벌 스타크래프트 II 리그 시즌 3 코드 S 16강
- 2017년 GSL Super Tournament 시즌 2 16강
- 2017년 2017 WCS 글로벌 파이널 8강
- 2018년 2018 글로벌 스타크래프트 II 리그 시즌 1 코드 S 16강
- 2018년 IEM Season XII - World Championship 24강
- 2018년 2018 AfreecaTV GSL Super Tournament 시즌1 16강
- 2018년 2018 글로벌 스타크래프트 II 리그 시즌 2 코드 S 8강
- 2018년 2018 글로벌 스타크래프트 II 리그 시즌 3 코드 S 8강
- 2019년 2019 마운틴듀 글로벌 스타크래프트 II 리그 시즌 1 코드 S 16강
- 2019년 2019 GSL Super Tournament 시즌1 준우승 (vs 김도우 1:4)
- 2019년 2019 마운틴듀 글로벌 스타크래프트 II 리그 시즌 2 코드 S 16강
- 2019년 2019 마운틴듀 글로벌 스타크래프트 II 리그 시즌 3 코드 S 32강
- 2019년 2019 Assembly Summer 8강
- 2019년 2019 GSL Super Tournament 시즌2 8강